# 齊勒塔爾錫芬河

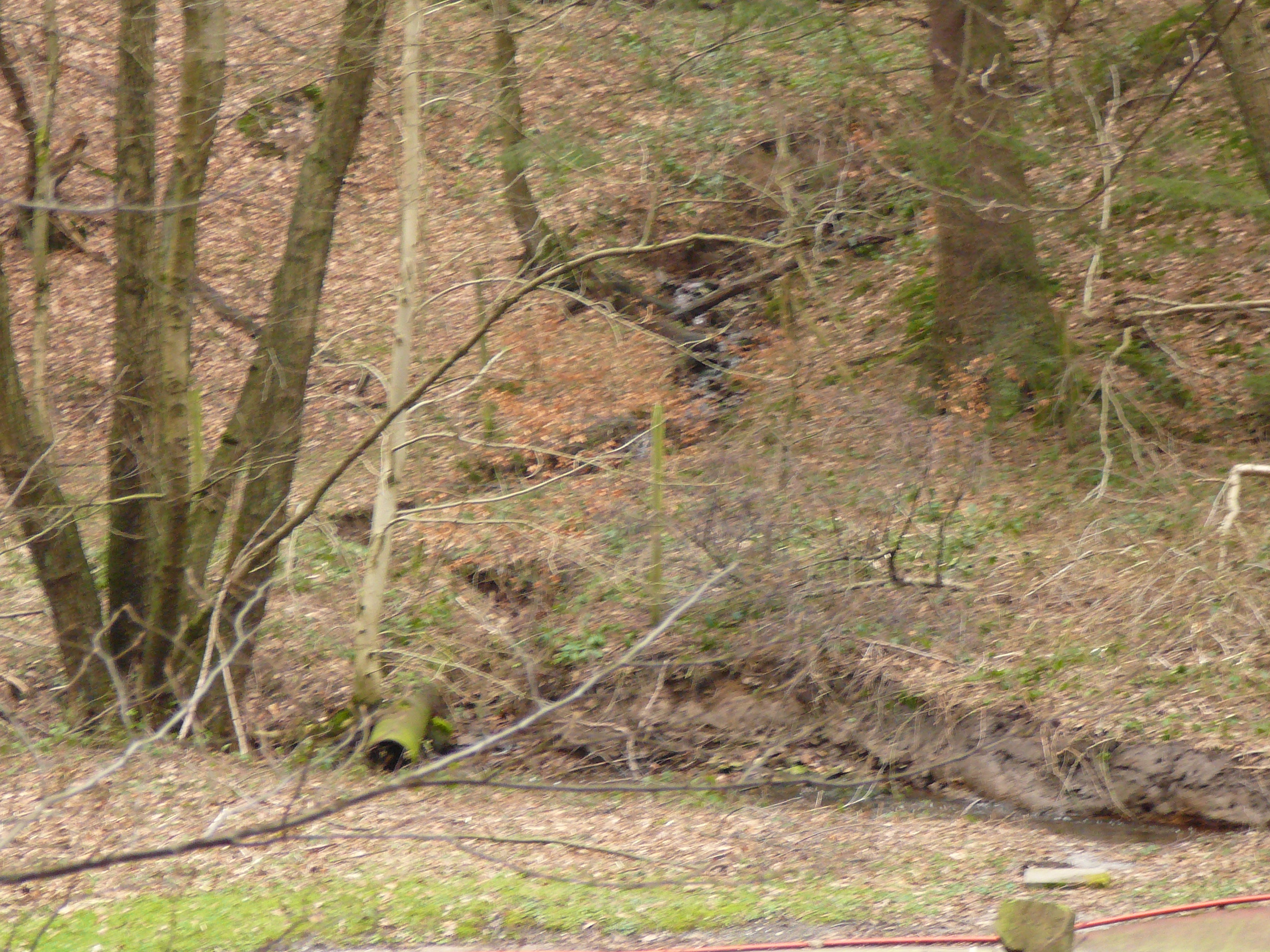

51°12′46.55″N 7°10′5.21″E / 51.2129306°N 7.1681139°E
齊勒塔爾錫芬河（德語：Zillertaler Siefen），是德國的河流，位於該國西部，處於北萊茵-威斯特法倫州，屬於薩爾巴赫河的左支流，河道全長0.3公里，河畔城鎮有雷姆沙伊德。